# あすか (テレビドラマ)
『あすか』は、1999年度後期放送のNHK「連続テレビ小説」第61作で、1999年（平成11年）10月4日から2000年（平成12年）4月1日まで放送された日本のテレビドラマである。

## 概要
奈良県明日香村と京都市を舞台に、ヒロイン・宮本あすか（竹内結子）が、父を追って和菓子職人の道に入り、バブル景気での経営の失敗と幼馴染との結婚を経て、故郷で再起して新しい和菓子を作り上げるまでの約40年間の半生を描く。最終回では総合テレビの放送時間（2000年4月1日午前8時X分）まで舞台の時間軸が同期し、テロップも表示された。作中に「インターネット」という言葉が初めて登場した朝ドラである。また、奈良県が主な舞台になるのは、第37作『都の風』以来となった。
オーボエの宮本文昭をフィーチャーした大島ミチル作曲のオープニングテーマ曲『風笛（かざぶえ）』は、番組終了後の2000年6月に発売されたイージリスニングアルバム『image』に収録されたことで、視聴者以外にも広く知られることになった（本編で曲のエンディングをアレンジした複数のパターンがある）。また、放送時間が余った場合、『ずっと忘れない』（作曲：久保田利伸、作詞：沢ちひろ、歌：AIRA〈現：美元智衣〉）が放送された。
主演の竹内は、本作が初主演作となる。また毎回終了時には、語りの有馬稲子の「続きはまた明日」「続きはまた来週」というセリフで締めくくった。
ドラマの舞台となった老舗和菓子店「扇屋一心堂」「正直屋」や、「扇屋一心堂」の看板菓子である「おかめまんじゅう」は、次々作『オードリー』でも、劇中の台詞のみではあるが登場している。
放送期間平均視聴率は24.4%、最高視聴率は27.6%（ビデオリサーチ調べ、関東地区・世帯）。
2005年3月28日から9月17日までNHK-BS2でアンコール放送。2006年5月17日に放送回全話を13枚のDVDとした「完全版」がポニーキャニオンから発売された。

## 登場人物

### 扇屋一心堂
宮本あすか（みやもと あすか）→ 速田あすか（はやた あすか）
演 - 竹内結子（少女時代：榎園実穂）
主人公。昭和35年5月生まれ。明日香村出身。禄太郎と京子の娘で、巌治郎と志乃の孫娘。和菓子職人。後に幼なじみの速田俊作と結婚する。「扇屋一心堂」の再興に伴い、明日香村から京都に戻るが、最終的には俊作の仕事上の意思により、俊作といつかと共に青森に引っ越す。
速田俊作（はやた しゅんさく）
演 - 藤木直人（少年時代：浅利陽介）
あすかの幼馴染。後にあすかと結婚し夫となる。考古学者。通称「はかせ」。実家は自営業で、「速田産業」を経営している。巨人から阪神にトレードとなった小林繁に思い入れがある。
速田いつか（はやた いつか）
演 - 榎園実穂（二役）
あすかと俊作の娘で、禄太郎と京子の孫娘。両親と同じ明日香村生まれ。
宮本禄太郎（みやもと ろくたろう）
演 - 藤岡弘、
あすかの父で、京子の夫。いつかの祖父で舞の叔父。和菓子職人。通称「禄さん」。
かつては「扇屋一心堂」の花形職人だった頃、京子と恋仲になり駆け落ちした。しかし「扇屋一心堂」の経営が傾いていると聞き、舞い戻る。その後、和菓子職人を目指すと決めたあすかに対し、工場長として厳しくも暖かく指導する。
藤吉京子（ふじよし きょうこ）→  宮本京子（みやもと きょうこ）
演 - 紺野美沙子
あすかの母で、禄太郎の妻。いつかの祖母で舞の叔母。巌治郎と志乃の娘で、玉治郎の妹。京都の女子大出身。茶道の重鎮の三男との結納を飛び出して禄太郎と駆け落ちする。駆け落ちで勘当されたあと、明日香村で嘉たち親戚のもとでお世話になりながら農業を手伝う。あすかを無事出産し、伸び伸びした環境のなかで禄太郎と2人で愛情をこめて育てる。
藤吉巌治郎（ふじよし がんじろう）
演 - 芦屋雁之助
あすかと舞の祖父で、玉治郎と京子の父。いつかと愛の曾祖父。奈良・明日香村に住む今村嘉の兄。婿養子として「扇屋一心堂」に入り、主人となる。旧姓は今村。
藤吉志乃（ふじよし しの） / 語り
演 - 有馬稲子
あすかと舞の祖母で、玉治郎と京子の母。いつかと愛の曾祖母。「扇屋一心堂」女将、家付き娘。京子が婚約前から禄太郎と既に恋仲であることを誰よりも最初から知っていた。
藤吉玉治郎（ふじよし たまじろう）
演 - 梅沢富美男
あすかの伯父で、京子の兄。ひろこの夫で舞の父。愛の祖父。通称「玉さん」。物事の考え方も含めて新しいもの好き。京子が巌治郎と太兵衛の意思で三郎太とお見合いさせられた時点では既に「扇屋一心堂」を出てフラフラしていて、後に芸妓のひろことの間に舞を儲けた。しのが病で倒れたときに「扇屋一心堂」に戻り、ひろこと舞と親子三人で暮らすことをしのの死後に許しを得て正式にひろこと結婚する。
綾瀬ひろこ（あやせ ひろこ）→ 藤吉ひろこ（ふじよし ひろこ）
演 - 名取裕子
あすかの伯母で、玉次郎の妻。舞の母で愛の祖母。元・芸妓。
綾瀬舞（あやせ まい）→ 藤吉舞（ふじよし まい）
演 - 佐藤仁美（少女時代：杉本友莉亜）
あすかの幼馴染で従姉妹。玉治郎とひろこの娘。いつかの当初はひろこが芸妓に勤しんでいたとき明日香村の母方の祖父母のもとで暮らしていた。明日香村でバタヤン達に「芸妓の子」と囃されていたところを助けてくれたあすかと初めて知り合い仲良くなる。「扇屋一心堂」の職人の清川徹次と結婚し、女将を継ぐ。
藤吉愛（ふじよし あい）
演 - 杉本友莉亜（二役）
舞と徹次の娘、玉治郎とひろこの孫娘。いつかの又従姉妹。
清川徹次（きよかわ てつじ）→ 藤吉徹次（ふじよし てつじ）
演 - 井之上チャル
「扇屋一心堂」職人。姫路市出身。あすかと同時期に「扇屋一心堂」に入り菓子職人見習いになる。舞と結婚して婿養子となる。
榎本留吉（えのもと とめきち）
演 - 国田栄弥
「扇屋一心堂」最古参職人。通称「留さん」。
服部武春（はっとり たけはる）
演 - 内場勝則
「扇屋一心堂」職人。
鶴見淳（つるみ じゅん）
演 - 福本伸一
「扇屋一心堂」職人。

### 奈良・明日香村の人々
今村嘉（いまむら よし）
演 - 三島ゆり子
巌治郎の妹で玉治郎と京子の叔母。あすかの大叔母にあたる。奈良・明日香村在住。葛など農産物を作っている。
田舎育ちを嫌い京都で和菓子職人、婿養子になった巌治郎とは兄妹仲が良くないが、京子の良き理解者である。駆け落ちで京都を出て明日香村に来た京子と禄太郎を歓迎する。
今村誠一（いまむら せいいち）
演 - 村上ショージ
嘉の子で、道代の夫。京子の従兄で、あすかの従兄伯父。
今村道代（いまむら みちよ）
演 - 三田篤子
誠一の妻。
バタヤン
演 - 中村大輝 → 山口智充（DonDokoDon）
あすかの小学校時代の幼なじみ。
サンペイ
演 - 石野慎一郎 → 平畠啓史（DonDokoDon）
共に、あすかの小学校時代の幼なじみ。
山際先生（やまぎわせんせい）
演 - 大江千里
あすかの小学生時代の恩師。
速田圭介（はやた けいすけ）
演 - 表淳夫
俊作の叔父で、いつかの大叔父。
俊作似の少年
演 - 浅利陽介（二役）
最終回のみ登場。

### 京都の人々
寺島菊江（てらしま きくえ）
演 - 東ちづる
料亭「逢阪屋（おうさかや）」主人。
松坂太兵衛（まつざか たへえ）
演 - 金田龍之介
茶人、京都伝統芸能の重鎮。
松坂三郎太（まつざか さぶろうた）
演 - 加納幸和
太兵衛の三男、京子の元婚約者。
御所智恵子（ごしょ ちえこ）
演 - 桃山みつる
松坂家の使用人。
マイケル・ブラウン
演 - ブライアン・ホルス
茶の世界に魅せられ、太兵衛の元で茶道を学ぶアメリカ人。
正直屋（しょうじきや）
演 - レツゴー長作
「のれん会」会員。
よしこ
演 - 弘中麻紀
正直屋の娘。「正直屋」の職人、工場長。
ユミ
演 - 岡村亜紀
「正直屋」職人。
ヒトミ
演 - 大山ルミ
「正直屋」職人。
桂月（けいげつ）
演 - 露の五郎
「のれん会」会長。
御伊志堂（ぎょい しどう）
演 - 沢本忠雄
「のれん会」会員。
本家廣松（ほんけ ひろまつ）
演 - 北見唯一
「のれん会」会員。
一色斎新月（いっしきさい しんげつ）
演 - 関秀人
京都の新興和菓子屋の主人。後に「のれん会」入会、副会長を務める。
越坂部（おさかべ）
演 - 山西惇
俊作の大学の先輩。
横田（よこた）
演 - 谷川清美
俊作と舞の会社の先輩。
花岡部長（はなおかぶちょう）
演 - 中山正
俊作の会社の上司。
重田（しげた）
演 - 三上市朗
「京都嵐山ホテル」支配人。
中西（なかにし）
演 - 草川祐馬
「京都百貨店」従業員。
マスター塩崎（マスターしおざき）
演 - 峯尾進（現・五宝孝一）
名曲喫茶「しゃべらんて」マスター。
桑田（くわた）
演 - Mr.オクレ
バー「リバーサイド」店長。
瀬川洋子（せがわ ようこ）
演 - 有森也実
技術技師。
日高秀明（ひだか ひであき）
演 - 筧利夫
経歴不明の経営コンサルタント。
玉木佐和子（たまき さわこ）
演 - 市田ひろみ
西陣老舗の女将「扇屋一心堂」の後援者。

## スタッフ
- 作 - 鈴木聡[3]
- 音楽 - 大島ミチル[3]
- 音楽プロデューサー - 伊藤圭一
- オーボエ演奏 - 宮本文昭
- 語り - 有馬稲子（藤吉志乃 役を兼任）
- 副音声解説 - 関根信昭
- 京ことば指導 - 桃山みつる[注釈 1]
- 制作統括 - 土屋秀夫[3]
- 制作 - 山神裕
- 演出 - 田村文孝、宮崎純、松浦禎久、六山浩一、梛川善郎、久保田充

## 放送日程
| 週     | 回数      | 放送日              | 演出     |        |
| 1999年 | 1999年    | 1999年              | 1999年   | 1999年 |
| ------ | --------- | ------------------- | -------- | ------ |
| 1      | 1 - 6     | 10月04日 - 10月09日 | 田村文孝 |        |
| 2      | 7 - 12    | 10月11日 - 10月16日 | 田村文孝 |        |
| 3      | 13 - 18   | 10月18日 - 10月23日 | 宮崎純   |        |
| 4      | 19 - 24   | 10月25日 - 10月30日 | 六山浩一 |        |
| 5      | 25 - 30   | 11月01日 - 11月06日 | 宮崎純   |        |
| 6      | 31 - 36   | 11月05日 - 11月13日 | 田村文孝 |        |
| 7      | 37 - 42   | 11月15日 - 11月20日 | 六山浩一 |        |
| 8      | 43 - 48   | 11月22日 - 11月27日 | 松浦禎久 |        |
| 9      | 49 - 54   | 11月29日 - 12月04日 | 田村文孝 |        |
| 10     | 55 - 60   | 12月06日 - 12月11日 | 椰川善郎 |        |
| 11     | 61 - 66   | 12月13日 - 12月18日 | 宮崎純   |        |
| 12     | 67 - 72   | 12月20日 - 12月25日 | 六山浩一 |        |
| 2000年 |           |                     |          |        |
| 13     | 73 - 77   | 1月04日 - 1月08日   |          |        |
| 14     | 78 - 83   | 1月10日 - 1月15日   |          |        |
| 15     | 84 - 89   | 1月17日 - 1月22日   |          |        |
| 16     | 90 - 95   | 1月24日 - 1月29日   |          |        |
| 17     | 96 - 101  | 1月31日 - 2月05日   |          |        |
| 18     | 102 - 107 | 2月07日 - 2月12日   |          |        |
| 19     | 108 - 113 | 2月14日 - 2月19日   |          |        |
| 20     | 114 - 119 | 2月21日 - 2月26日   |          |        |
| 21     | 120 - 125 | 2月28日 - 3月04日   |          |        |
| 22     | 126 - 131 | 3月06日 - 3月11日   |          |        |
| 23     | 132 - 137 | 3月13日 - 3月18日   |          |        |
| 24     | 138 - 143 | 3月20日 - 3月25日   |          |        |
| 25     | 144 - 149 | 3月27日 - 4月01日   |          |        |